# Xã Amherst, Quận Fillmore, Minnesota
Xã Amherst (tiếng Anh: Amherst Township) là một xã thuộc quận Fillmore, tiểu bang Minnesota, Hoa Kỳ. Năm 2010, dân số của xã này là 378 người.